# Comuna Ciohodarivka, Berezivka
Ciohodarivka (în ucraineană Чогодарівка) este o comună în raionul Berezivka, regiunea Odesa, Ucraina, formată din satele Ciohodarivka (reședința), Kaciulove și Valentînivka.

## Demografie
Componența lingvistică a comunei Ciohodarivka
     Ucraineană (89,33%)
     Română (7,91%)
     Rusă (1,96%)
     Alte limbi (0,27%)
Conform recensământului din 2001, majoritatea populației comunei Ciohodarivka era vorbitoare de ucraineană (89,33%), existând în minoritate și vorbitori de română (7,91%) și rusă (1,96%).